# Hildeprand (książę Spoleto)
Hildeprand – książę Spoleto w latach 774–789.
Gdy Teodyk zmarł lub został usunięty po zdobyciu Pawi w 774, Longobardowie z księstwa Spoleto wybrali Hildepranda na swego księcia i szybko odesłali go do Franków. Hildeprand uciekł do Rzymu przed zastępami Franków i złożył hołd papieżowi Hadrianowi I. Jednak po kilku latach spór między Karolem Wielkim a Hadrianem o to, kto jest właściwym suwerenem dla Spoleto został rozwiązany na korzyść Franków. W styczniu 776 Hildeprandus gloriosus et summus dux ducatus Spoletani złożył dar dla opactwa Farfa, datując je według lat rządów Karola. Ta forma tytułu była stosowana w dokumentach z 777 i dzięki językowej stylistyce niejawnie wykluczała zależność wasalną od papiestwa.
W 775 Hadrian twierdził, że Hildeprand zawiązał spisek z Hrodgaudem z Friuli i Arechisem II z Benewentu, lecz nie było na to dowodów. Odtąd Hildeprand stał się zagorzałym przeciwnikiem papiestwa.
W 779 Hildeprand udał się do Virciniacum, prawdopodobnie w pobliżu Compiègne, by dać wyraz zależności lennej wobec Karola Wielkiego. Przyniósł ze sobą dary i odszedł z obietnicą królewskiej ochrony jego interesów przed papieżem.
W 788 Hildeprand połączył frankijskie i longobardzkie oddziały w walce z bizantyńskim najazdem. Zmarł w następnym roku i został zastąpiony przez królewskiego kandydata, Franka o imieniu Winiges.